# Овоери, Джон
Джон Овое́ри (англ. John Owoeri; род. 13 января 1987, Абуджа) — нигерийский футболист, нападающий клуба «Банкхай Юнайтед» и сборной Нигерии.

## Клубная карьера
Овоери начал заниматься футболом на родине, играя за «Бендел Иншурэнс». В 2004 он дебютировал в чемпионате Нигерии. В 2005 году Овоери перешёл в нидерландский «Фейеноорд». В матче против НЕКа он дебютировал в Эредивизи. В 2006 году игрок на правах аренды перешёл в бельгийский «Вестрело». 4 февраля в матче против «Мускрон-Перювельз» он дебютировал в Жюпиле лиге. В том же году Овоери покинул Европу и вернулся в Нигерию, где выступал за клубы «Эньимба», «Хартленд», «Саншайн Старз», «Варри Вулвс» и египетский «Исмаили». В 2013 году футболист вернулся в Европу, став игроком шведского «Отвидаберг». 4 мая в матче против «Юргордена» он дебютировал в Алсвенскан лиге. 1 июля в поединке против «Броммапойкарна» Джон забил свой первый гол за «Отвидаберг».
В 2016 году Овоери перешёл в «Хеккен». 20 февраля в матче Кубка Швеции против «Броммапойкарна» он дебютировал за новую команду. Через неделю в поединке против «Тролльхэттана» Джон забил свой первый гол за «Хеккен». По итогам сезона Джон забил 17 мячей и стал лучшим бомбардиром чемпионата.
В 2017 году Овоери переехал в Китай, где выступал за клубы «Баодин Жунда», «Шанхай Шэньсинь», «Нэй Мэнгу Чжунъю», «Шэньси Чанъань» и ПСУ. В 2022 году игрок подписал контракт с финским «Мариенхамном». 13 апреля в поединке Кубка Финляндии против Парайнена он дебютировал за основной состав. 18 апреля в матче против «Хонки» он дебютировал в Вейккауслиге. 8 мая в поединке КуПСа Джон забил свой первый гол за «Мариехамн». В 2023 году он остался без клуба и не играл полтора года. Летом 2024 года игрок заключил контракт с командой Третьей лиги Таиланда «Банкхай Юнайтед».

## Международная карьера
В 2005 году в составе молодёжной сборной Нигерии Овоери завоевал серебряные медали молодёжного чемпионата мира в Нидерландах. На турнире он сыграл в матчах против команд Южной Кореи, Швейцарии, Украины, Нидерландов, Марокко и Аргентины. В поединке против нидерландцев Джон забил гол.
10 октября 2010 года в товарищеском матче против сборной Гвинеи Овоери дебютировал за сборную Нигерии.

## Достижения
Индивидуальные
- Лучший бомбардир Аллсвенскан лиги (17 мячей): 2016